# پکوی
پکوی شهری در شهرستان سانابا در استان بانوا در بورکینافاسوی غربی است و جمعیت آن ۲۹۳ نفر است.